# Charité (Salviati)
Pour les articles homonymes, voir Charité (homonymie).
Charité est un tableau peint par Francesco Salviati entre 1543 et 1545. Il mesure 156 cm de haut sur 122 cm de large. Il est conservé à la Galerie des Offices à Florence.